# St. Lukas (Schweinfurt)

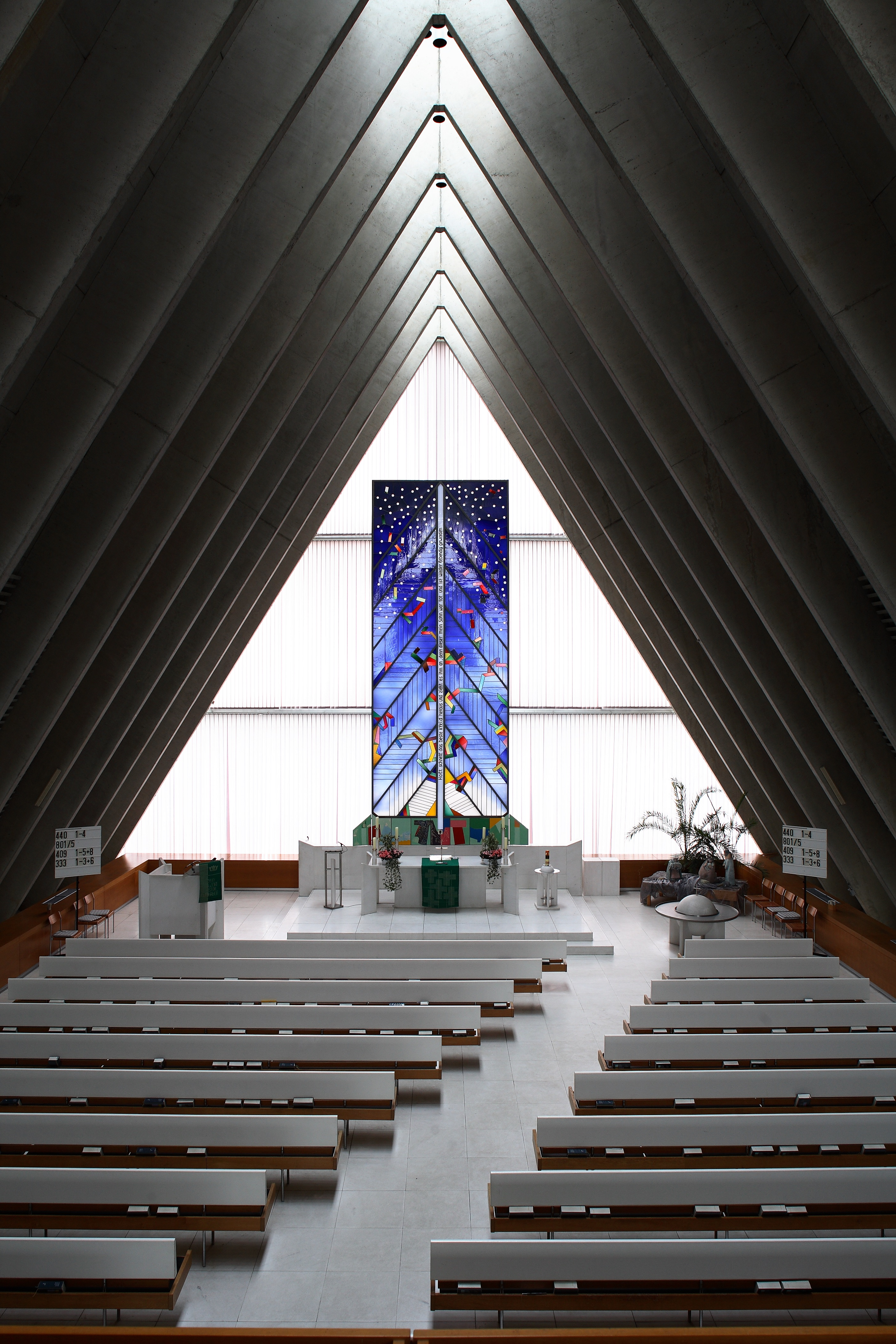
St. Lukas (Innenansicht)

St. Lukas ist eine evangelisch-lutherische Pfarrkirche im Schweinfurter Stadtteil Hochfeld/Steinberg. Die Kirche wurde vom Architekten Gerhard Weber geschaffen, als einziger Kirchenbau des bekannten Nachkriegsarchitekten der Bundesrepublik. Sie ist Teil des Evangelisch-Lutherischen Dekanats Schweinfurt.

## Geschichte
Nach dem Zweiten Weltkrieg erweiterte sich das Schweinfurter Stadtgebiet auch nach Osten ins sogenannte Hochfeld. Hier entstand auch die jüngste der evangelisch-lutherischen Pfarreien der Stadt, die sich auch auf das Gebiet des Deutschhofes ausdehnt. Als Architekt konnte der Professor der Technischen Universität München Gerhard Weber gewonnen werden. Die Kirche wurde zwischen 1966 und 1969 errichtet und Lukaspfarrei getauft. Im ehemaligen Gut Deutschhof eröffnete 1986 ein zur Pfarrei St. Lukas gehörender Gemeindesaal für den neu entstandenen Stadtteil Deutschhof.

## Architektur
Die Lukaskirche wurde auf einem hohen Sockel aus Beton errichtet. Die Kirche selbst präsentiert sich in Zeltform. Umgeben ist die Anlage von weiteren Baulichkeiten, wie dem Gemeindezentrum. Im Erdgeschoss des Gotteshauses befindet sich ein Gemeinderaum, darüber richtete man den Gottesdienstraum im Obergeschoss ein. Als einzige Kirche in der Stadt verzichtete man bei der Lukaskirche auf einen Glockenturm. Die Glocken sind dagegen in einer Glockenkammer an der Segnitzstraße aufgehängt.
Der Innenraum unterstützt den zugrundeliegenden Zeltgedanken. Die südliche Giebelwand wurde als 130 m² große Fensterseite gestaltet, durch die hinter dem Altar Licht ins Kircheninnere dringt. Die vorherrschenden Werkstoffe Glas, Beton und Aluminium verweisen auf den Industriestandort Schweinfurt. Im Inneren überwiegen dagegen helle Farben, insbesondere das Altarpodest an einer der Giebelseiten wurde in Weißtönen gehalten.
Die Zeltform der Kirche entspricht einem kirchenbaulichen Gedanken, der seinen Ursprung unter anderem in den Flüchtlingsströmen der Nachkriegszeit Europas hat und an mehreren Orten, z. B. Eismeerkathedrale in Tromsø (Norwegen) oder der Kirche in Haparanda (Haparanda Kyrka, Schweden), aufkommt. Er macht baulich deutlich, dass Christinnen und Christen keine bleibende Stadt auf Erden haben (Hebr 13,14).

## Ausstattung
Statt eines Altargemäldes erhebt sich vor einer schlichten Fensterfront ein über 8 m hohes Altarbild aus Glas. Das Kunstwerk wurde von Johannes Hewel aus Rot am See geschaffen und konnte am 1. März 1992 eingeweiht werden. Es interpretiert das Gleichnis des verlorenen Sohnes, zusammen mit der aufklappbaren Predella, die aus insgesamt neun Linoleumschnitten von Hewel besteht. Der Altar ist in kräftigen Farben gehalten.
Das Kirchengestühl ist nicht parallel zum Altar hin ausgerichtet, der Mittelgang bildet stattdessen mit dem Taufstein eine Achse. Er ist als Kugel gestaltet, die von einer flachen Schale umgeben wurde. Taufstein, Altar und Kanzel sind aus weißem Marmor. Die Glocken in der Kammer bilden ein dreistimmiges Geläut. Als älteste Glocke wurde eine Taufglocke der St.-Johannis-Kirche hierher übertragen. Die anderen beiden Glocken, die „Vaterunser-Glocke“ und die „Abendglocke“ wurden von den Gebrüdern Rincker aus Sinn gegossen.

## Orgel

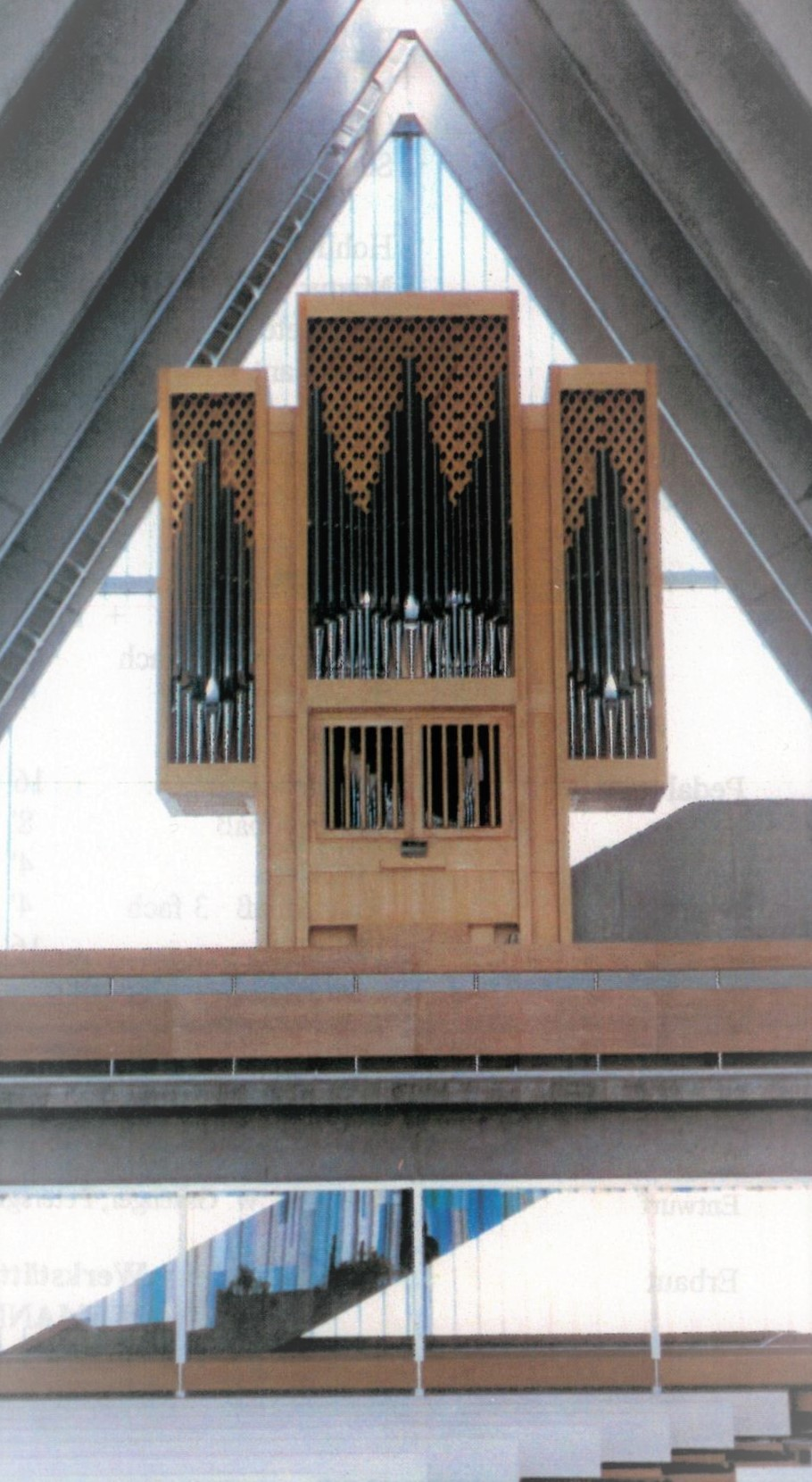
Orgelprospekt

Die Orgel mit 17 Registern auf zwei Manualen und Pedal wurde 1978 von Otto Hoffmann erbaut. Sie verfügt über Schleifladen mit mechanischer Spiel- und elektrischer Registertraktur. Die Disposition lautet:
| I Hauptwerk C–g3 |       |
| Prinzipal        | 8′    |
| Spillpfeife      | 8′    |
| Oktave           | 4′    |
| Sesquialter II   | 2 ⁄3′ |
| Hohlflöte        | 2′    |
| Mixtur III–IV    | 2′    |
| Trompete         | 8′    |
| Tremulant        |       |

| II Schwellwerk C–g3 |              |
| Holzgedackt         | 8′           |
| Blockflöte          | 4′           |
| Prinzipal           | 2′           |
| Terzsept            | 1 3⁄5′+1 ⁄7′ |
| Scharfzimbel III    | 1′           |
| Tremulant           |              |

| Pedal C–f1    |     |
| Subbaß        | 16′ |
| Prinzipalbaß  | 8′  |
| Rauschbaß III | 4′  |
| Pommer        | 4′  |
| Fagott        | 16′ |

- Koppeln: II/I, I/P, II/P
- Spielhilfen: 2 freie Kombinationen, Tutti, Zungenabsteller

## Glockenkeller
Unterhalb des großen Kreuzes vor dem Kirchenbau befindet sich eine quadratische Öffnung, auf deren Boden das Geläute der Kirche platziert ist. Eine deutschlandweit einmalige Konstruktion.
| Schlagton | Gießer        | Gussjahr | Inschrift                                            | Ort    |
| --------- | ------------- | -------- | ---------------------------------------------------- | ------ |
| gis1      | Rincker, Sinn | 1968     | Bleibe bei uns Herr denn es will Abend werden        | Mitte  |
| h1        | Rincker, Sinn | 1986     | Ich will euch trösten wie einen seine Mutter tröstet | Rechts |
| dis2      | unbezeichnet  | 1500     | ave maria gratia plena dominus tecum ad mv           | Links  |